# Herman Miller (azienda)
Herman Miller, Inc. con sede a Zeeland (Michigan), è una società statunitense di arredamenti e mobili per ufficio. Alcuni prodotti entrati nella storia del design industriale sono la sedia Equa, la sedia Aeron, il tavolo Noguchi, il sofa Marshmallow, e la Eames Lounge Chair. Herman Miller è l'inventore del cubicle (noto come "Action Office II") nel 1968 progettato da Robert Propst. Herman Miller in Europa è presente in ogni stato con una fitta rete di distributori ma troviamo una sua presenza diretta con un showroom dedicato a Milano, Parigi e Londra. Herman Miller comprende diversi brand che fanno tutti parte del suo gruppo: Naughtone, Hay, Design Within Reach, Geiger, Maharan, CBS, Nemschoff, Mars Living Walls. Dal 2018 la CEO  in carica è Andi Owen.

## Storia

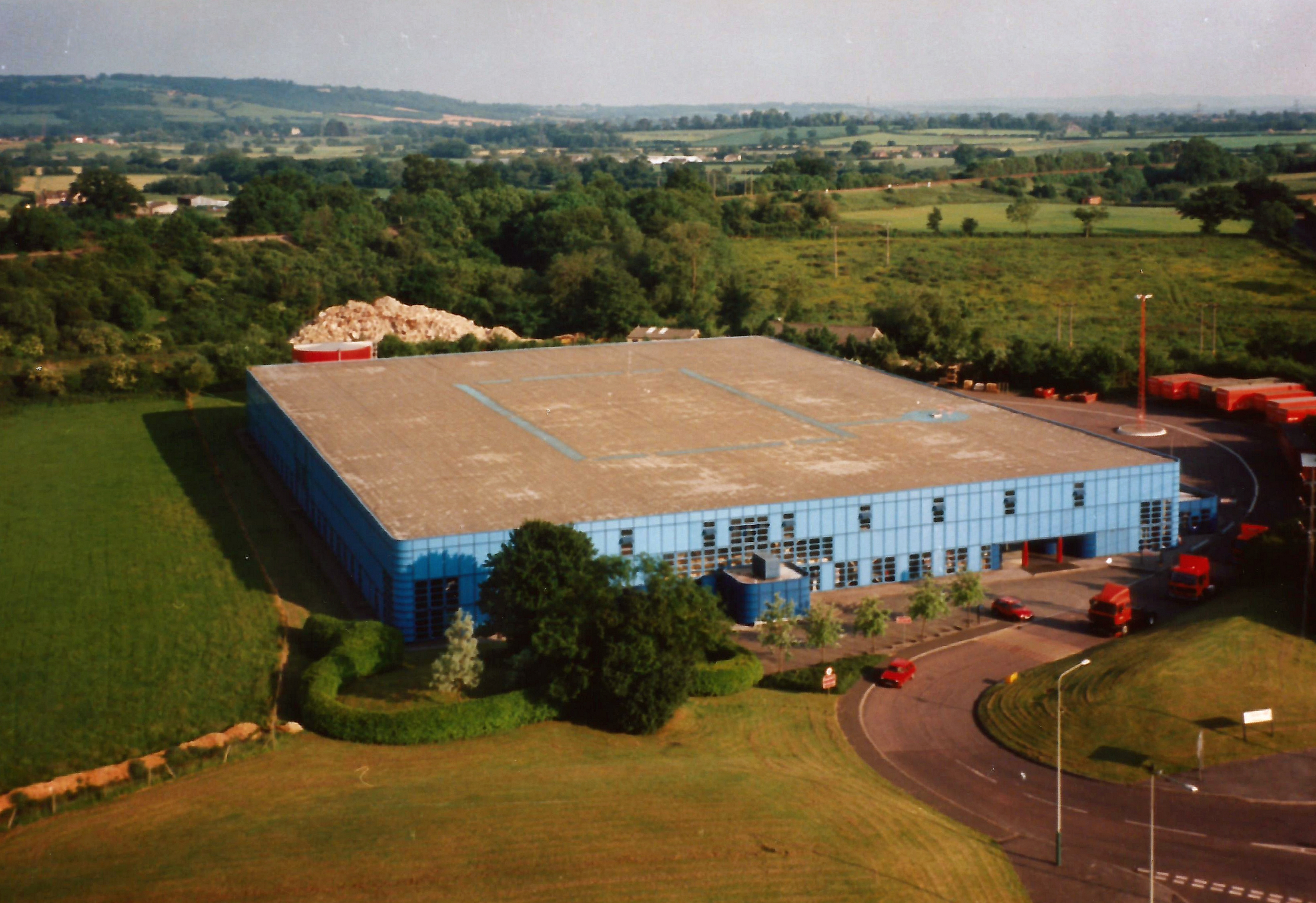
Un magazzino a Chippenham, Wiltshire.

Herman Miller fu fondata nel 1905 come Star Furniture Co. a Zeeland. Originariamente produceva arredamenti per camere da letto in stile classico. Nel 1909, Dirk Jan De Pree iniziò a lavorare come impiegato e ne divenne presidente nel 1919, quando l'azienda cambiò il nome in Michigan Star Furniture Co. De Pree e il padre adottivo, Herman Miller, comprarono la società al 51% nel 1923 denominandola Herman Miller Furniture Company, che poi divenne Herman Miller, Inc. nel 1960.
Fino al 1930, la società produceva arredamenti in legno classici ma con l'avvento della Grande depressione l'azienda esplorò nuovi mercati. L'assunzione di Gilbert Rohde, designer specializzato in modernismo, costituì un punto di svolta e nel 1933 Herman Miller debuttò all'esposizione Century of Progress di Chicago. Nel 1941 vennero aperti showroom a Merchandise Mart a Chicago e a New York. Sotto la guida di Rohde la Herman Miller entrò nel mercato dei mobili per ufficio nel 1942, con la serie "Modular Executive Office" Group (EOG).
Rohde morì nel 1944 e fu sostituito da George Nelson nel 1945. Per oltre quattro decenni Nelson influenzò Herman Miller, compresi i colleghi che lavorarono con lui come Isamu Noguchi, Charles Eames e Ray Eames, Robert Propst, Alexander Girard. Dalla fine degli anni quaranta Nelson ideò con i colleghi prodotti come il tavolo Noguchi, la Eames Lounge Chair, il sofa Marshmallow, Ball clock (ora della Howard Miller Clock Company) e lo Sling sofa.
Dirk Jan De Pree continuò a collaborare con la società come CEO fino al 1961, quando fu sostituito dai figli Hugh De Pree prima e Max De Pree poi.
Anche Stephen Frykholm collaborò con la società Miller: dal 1970 al 1989 Frykholm produsse una serie di poster pubblicitari, esposti permanentemente al Museum of Modern Art.
Nell'aprile 2021 l'azienda ha comprato la concorrente Knoll per 1,8 miliardi di dollari.

## Riconoscimenti
- AIA Committee on the Environment Top Ten Environmental Buildings, 1997
- Business Week/Architectural Record Good Design Is Good Business Award, 1997
- AIA Central Virginia Honor Award, 1998
- International Development Research Council, Award for Distinguished Service in Environmental Planning, 1995[5]

## Prodotti principali

### Sedie
- Ergon 3 (1995) - design Bill Stumpf
- Equa 2 (1984) - design Bill Stumpf e Don Chadwick
- Aeron Chair (1994) – design Bill Stumpf e Don Chadwick
- Eames Aluminum Group Chairs (1958) – design Charles Eames e Ray Eames
- Eames Lounge Chair and Ottoman (1956) – design Charles Eames e Ray Eames
- Eames Lounge Chair Wood (1946) – design Charles Eames e Ray Eames
- Marshmallow sofa (1954) – design Irving Harper
- Celle (2005) – design Jerome Caruso
- Embody (2008) – design Bill Stumpf e Jeff Weber
- Setu (2009) – design Studio 7.5
- Sayl (2010) – design Yves Behar
- Mirra 2 (2013) – design Studio 7.5
- Remastered Aeron (2016)
- Cosm (2018) – design Studio 7.5

### Tavoli/scrivanie
- Noguchi table (1948) – design Isamu Noguchi